# Coronel Macedo
Coronel Macedo is een gemeente in de Braziliaanse deelstaat São Paulo. De gemeente telt 5.343 inwoners (schatting 2009).

## Aangrenzende gemeenten
De gemeente grenst aan Itaberá, Itaí, Itaporanga, Taguaí en Taquarituba.